# Maglia a pois

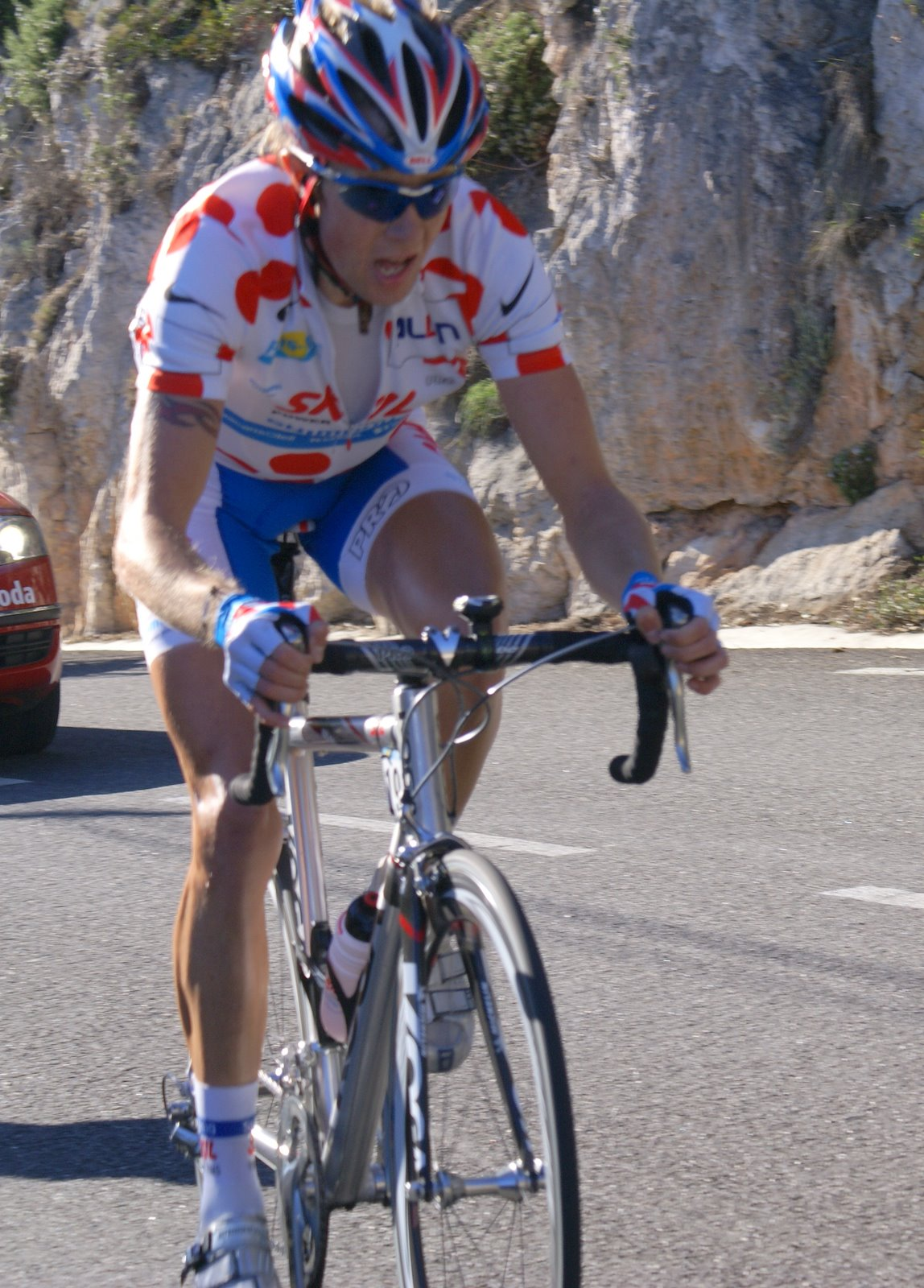
Clément Lhotellerie indossa la maglia a pois durante la Paris-Nice 2008

La maglia a pois (fr. Maillot à pois) è la maglia che viene indossata dal leader di una delle classifiche accessorie di alcune corse a tappe di ciclismo su strada. La più nota è quella del Tour de France, dove viene indossata dal leader della classifica scalatori.
Oltre al Tour de France, molte corse hanno scelto una maglia a pois per distinguere il primo della classifica della montagna. Il design è identico, maglia bianca a pois rossi, per le prove organizzate dalla Amaury Sport Organisation (Parigi-Nizza, Tour de Picardie, Critérium International, Tour de l'Avenir) e anche per la Quatre Jours de Dunkerque, mentre nel Critérium du Dauphiné e nella Vuelta al País Vasco, questa maglia è a pois bianchi con sfondo rispettivamente azzurro e rosso. Dal 2010 anche la Vuelta a España ha adottato una maglia bianca a pois, ma azzurri, per la classifica scalatori.
Nel Tour de Suisse una maglia rossa a pois neri è stata portata dal corridore che occupava la prima posizione della classifica a punti. Dal 2010 al 2015 la maglia è diventata bianca a pois rossi (come quella del Tour de France per gli scalatori), e dal 2015 è diventata semplicemente nera.

## Classifica della montagna
In altre corse, la maglia a pois è usata per distinguere il leader della classifica dei GPM. Ricompensa quindi il miglior grimpeur.
Attualmente, la maglia a pois è indossata in:
- Tour de France
- Vuelta a España (dal 2010)
- Critérium du Dauphiné
- Critérium International
- Parigi-Nizza
- Quatre Jours de Dunkerque
- Deutschland Tour
- Tour de l'Avenir
- Vuelta al País Vasco

## Altre classifiche
Al Post Danmark Rundt, è attribuita al leader della classifica giovani.